# Râul Solca
Râul Solca este un curs de apă, afluent al râului Suceava. 

### Hărți
- Harta județului Suceava
- Harta Obcinele Bucovinene  Arhivat în 30 iulie 2009, la Wayback Machine.
- Ovidiu Gabor - Economic Mechanism in Water Management  Arhivat în 5 martie 2009, la Wayback Machine.

## Legături externe
- pl Solka, potok în Dicționarul geografic al Regatului Poloniei și al altor țări slave, volum XI (Sochaczew — Szlubowska Wola) 1890